# Coming Home (Iron Savior)
Coming Home è un disco del gruppo musicale heavy metal tedesco Iron Savior. Viene pubblicato come EP il 14 luglio 1998 per il mercato europeo da Noise Records, e il 14 ottobre dello stesso anno come singolo per il mercato giapponese dalla Victor.

## Tracce
EP
1. Coming Home – 5:22
2. Forces of Rage (Single Version) – 5:47
3. Atlantis Falling (Live) – 4:29
4. The Rage – 4:52

Singolo
1. Coming Home – 5:23
2. Forces of Rage (Single Version) – 5:47
3. Atlantis Falling (Live '98) – 4:30
4. Iron Savior (1st Version) – 4:06

## Formazione
- Kai Hansen - chitarra
- Jan S. Eckert - basso
- Piet Sielck - voce e chitarra; basso (traccia 4)
- Dan Zimmermann - batteria (tracce 1-3)
- Thomas "Thomen" Stauch - batteria (traccia 4)
- Andreas Kück - tastiere